# Uniunea Democrată Independentă
Uniunea Democrată Independentă (spaniolă Unión Demócrata Independiente, UDI) este un partid politic din Chile. 
Partidul a fost fondat la data de 24 septembrie 1983 de către Jaime Guzmán. Liderul partidului este Patricio Melero.
Organizația de tineret a partidului se numește Juventud UDI. Ideologie politică: Dreapta.

## Logos

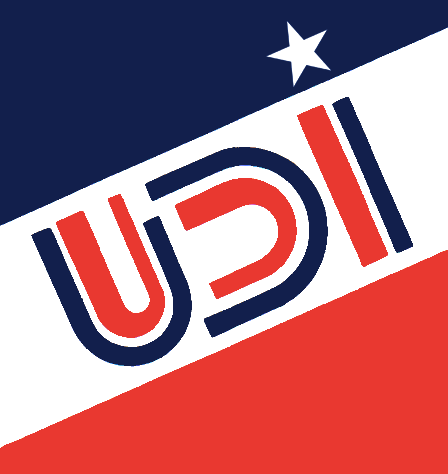
1983-1989
1989-2005
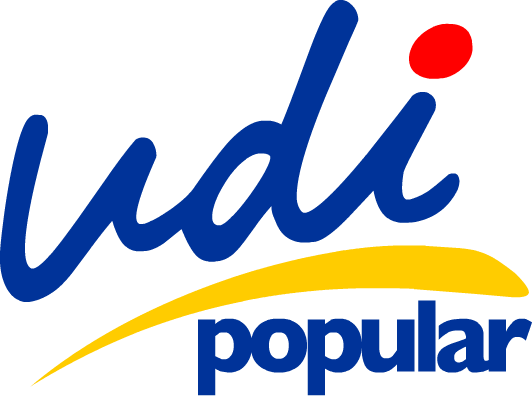
2005-2016
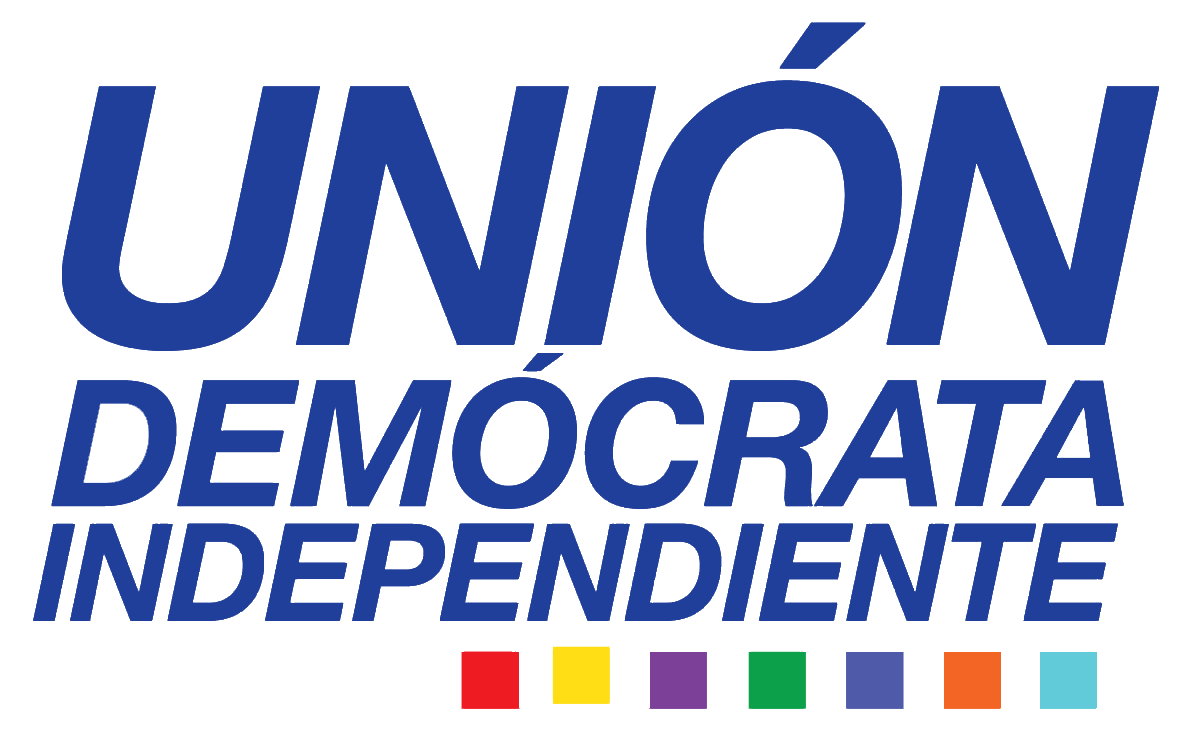
2016-2017
2017-prezent